# Красноармейское (Костанайская область)
Красноармейское (каз. Красноармейск) — село в Денисовском районе Костанайской области Казахстана. Входит в состав Красноармейского сельского округа. Находится примерно в 42 км к северу от районного центра, села Денисовка. Код КАТО — 394045300.

## Население
В 1999 году население села составляло 484 человека (246 мужчин и 238 женщин). По данным переписи 2009 года, в селе проживало 399 человек (203 мужчины и 196 женщин).